# Pat surprise
Les pats surprises sont des positions d'une partie d'échecs, où un joueur, dans une position qui semble perdante, parvient à obtenir le match nul en forçant une position de pat a priori difficile à trouver. 
Voici trois études de "pat inhabituel" car le roi blanc est dans une position centrale. Le pat est souvent utilisé dans les études d'échecs mais l'élément esthétique n'est pas à proprement parler le pat lui-même, qui après tout fait partie de la règle du jeu d'échecs et n'a rien d'exceptionnel, mais plutôt le contexte dans lequel il surgit. On peut remarquer que même lorsque l'on sait qu'une étude se termine par un pat, il n'est pas toujours facile de la résoudre.
|   | a | b | c | d | e | f | g | h |   |
| 8 | Roi noir sur case noire f8 · Dame noire sur case noire h8 · Pion noir sur case noire g7 · Pion blanc sur case blanche g6 · Fou noir sur case noire h6 · Roi blanc sur case blanche f5 · Pion noir sur case blanche h5 · Tour blanche sur case noire f4 | Roi noir sur case noire f8 · Dame noire sur case noire h8 · Pion noir sur case noire g7 · Pion blanc sur case blanche g6 · Fou noir sur case noire h6 · Roi blanc sur case blanche f5 · Pion noir sur case blanche h5 · Tour blanche sur case noire f4 | Roi noir sur case noire f8 · Dame noire sur case noire h8 · Pion noir sur case noire g7 · Pion blanc sur case blanche g6 · Fou noir sur case noire h6 · Roi blanc sur case blanche f5 · Pion noir sur case blanche h5 · Tour blanche sur case noire f4 | Roi noir sur case noire f8 · Dame noire sur case noire h8 · Pion noir sur case noire g7 · Pion blanc sur case blanche g6 · Fou noir sur case noire h6 · Roi blanc sur case blanche f5 · Pion noir sur case blanche h5 · Tour blanche sur case noire f4 | Roi noir sur case noire f8 · Dame noire sur case noire h8 · Pion noir sur case noire g7 · Pion blanc sur case blanche g6 · Fou noir sur case noire h6 · Roi blanc sur case blanche f5 · Pion noir sur case blanche h5 · Tour blanche sur case noire f4 | Roi noir sur case noire f8 · Dame noire sur case noire h8 · Pion noir sur case noire g7 · Pion blanc sur case blanche g6 · Fou noir sur case noire h6 · Roi blanc sur case blanche f5 · Pion noir sur case blanche h5 · Tour blanche sur case noire f4 | Roi noir sur case noire f8 · Dame noire sur case noire h8 · Pion noir sur case noire g7 · Pion blanc sur case blanche g6 · Fou noir sur case noire h6 · Roi blanc sur case blanche f5 · Pion noir sur case blanche h5 · Tour blanche sur case noire f4 | Roi noir sur case noire f8 · Dame noire sur case noire h8 · Pion noir sur case noire g7 · Pion blanc sur case blanche g6 · Fou noir sur case noire h6 · Roi blanc sur case blanche f5 · Pion noir sur case blanche h5 · Tour blanche sur case noire f4 | 8 |
| 7 | Roi noir sur case noire f8 · Dame noire sur case noire h8 · Pion noir sur case noire g7 · Pion blanc sur case blanche g6 · Fou noir sur case noire h6 · Roi blanc sur case blanche f5 · Pion noir sur case blanche h5 · Tour blanche sur case noire f4 | Roi noir sur case noire f8 · Dame noire sur case noire h8 · Pion noir sur case noire g7 · Pion blanc sur case blanche g6 · Fou noir sur case noire h6 · Roi blanc sur case blanche f5 · Pion noir sur case blanche h5 · Tour blanche sur case noire f4 | Roi noir sur case noire f8 · Dame noire sur case noire h8 · Pion noir sur case noire g7 · Pion blanc sur case blanche g6 · Fou noir sur case noire h6 · Roi blanc sur case blanche f5 · Pion noir sur case blanche h5 · Tour blanche sur case noire f4 | Roi noir sur case noire f8 · Dame noire sur case noire h8 · Pion noir sur case noire g7 · Pion blanc sur case blanche g6 · Fou noir sur case noire h6 · Roi blanc sur case blanche f5 · Pion noir sur case blanche h5 · Tour blanche sur case noire f4 | Roi noir sur case noire f8 · Dame noire sur case noire h8 · Pion noir sur case noire g7 · Pion blanc sur case blanche g6 · Fou noir sur case noire h6 · Roi blanc sur case blanche f5 · Pion noir sur case blanche h5 · Tour blanche sur case noire f4 | Roi noir sur case noire f8 · Dame noire sur case noire h8 · Pion noir sur case noire g7 · Pion blanc sur case blanche g6 · Fou noir sur case noire h6 · Roi blanc sur case blanche f5 · Pion noir sur case blanche h5 · Tour blanche sur case noire f4 | Roi noir sur case noire f8 · Dame noire sur case noire h8 · Pion noir sur case noire g7 · Pion blanc sur case blanche g6 · Fou noir sur case noire h6 · Roi blanc sur case blanche f5 · Pion noir sur case blanche h5 · Tour blanche sur case noire f4 | Roi noir sur case noire f8 · Dame noire sur case noire h8 · Pion noir sur case noire g7 · Pion blanc sur case blanche g6 · Fou noir sur case noire h6 · Roi blanc sur case blanche f5 · Pion noir sur case blanche h5 · Tour blanche sur case noire f4 | 7 |
| 6 | Roi noir sur case noire f8 · Dame noire sur case noire h8 · Pion noir sur case noire g7 · Pion blanc sur case blanche g6 · Fou noir sur case noire h6 · Roi blanc sur case blanche f5 · Pion noir sur case blanche h5 · Tour blanche sur case noire f4 | Roi noir sur case noire f8 · Dame noire sur case noire h8 · Pion noir sur case noire g7 · Pion blanc sur case blanche g6 · Fou noir sur case noire h6 · Roi blanc sur case blanche f5 · Pion noir sur case blanche h5 · Tour blanche sur case noire f4 | Roi noir sur case noire f8 · Dame noire sur case noire h8 · Pion noir sur case noire g7 · Pion blanc sur case blanche g6 · Fou noir sur case noire h6 · Roi blanc sur case blanche f5 · Pion noir sur case blanche h5 · Tour blanche sur case noire f4 | Roi noir sur case noire f8 · Dame noire sur case noire h8 · Pion noir sur case noire g7 · Pion blanc sur case blanche g6 · Fou noir sur case noire h6 · Roi blanc sur case blanche f5 · Pion noir sur case blanche h5 · Tour blanche sur case noire f4 | Roi noir sur case noire f8 · Dame noire sur case noire h8 · Pion noir sur case noire g7 · Pion blanc sur case blanche g6 · Fou noir sur case noire h6 · Roi blanc sur case blanche f5 · Pion noir sur case blanche h5 · Tour blanche sur case noire f4 | Roi noir sur case noire f8 · Dame noire sur case noire h8 · Pion noir sur case noire g7 · Pion blanc sur case blanche g6 · Fou noir sur case noire h6 · Roi blanc sur case blanche f5 · Pion noir sur case blanche h5 · Tour blanche sur case noire f4 | Roi noir sur case noire f8 · Dame noire sur case noire h8 · Pion noir sur case noire g7 · Pion blanc sur case blanche g6 · Fou noir sur case noire h6 · Roi blanc sur case blanche f5 · Pion noir sur case blanche h5 · Tour blanche sur case noire f4 | Roi noir sur case noire f8 · Dame noire sur case noire h8 · Pion noir sur case noire g7 · Pion blanc sur case blanche g6 · Fou noir sur case noire h6 · Roi blanc sur case blanche f5 · Pion noir sur case blanche h5 · Tour blanche sur case noire f4 | 6 |
| 5 | Roi noir sur case noire f8 · Dame noire sur case noire h8 · Pion noir sur case noire g7 · Pion blanc sur case blanche g6 · Fou noir sur case noire h6 · Roi blanc sur case blanche f5 · Pion noir sur case blanche h5 · Tour blanche sur case noire f4 | Roi noir sur case noire f8 · Dame noire sur case noire h8 · Pion noir sur case noire g7 · Pion blanc sur case blanche g6 · Fou noir sur case noire h6 · Roi blanc sur case blanche f5 · Pion noir sur case blanche h5 · Tour blanche sur case noire f4 | Roi noir sur case noire f8 · Dame noire sur case noire h8 · Pion noir sur case noire g7 · Pion blanc sur case blanche g6 · Fou noir sur case noire h6 · Roi blanc sur case blanche f5 · Pion noir sur case blanche h5 · Tour blanche sur case noire f4 | Roi noir sur case noire f8 · Dame noire sur case noire h8 · Pion noir sur case noire g7 · Pion blanc sur case blanche g6 · Fou noir sur case noire h6 · Roi blanc sur case blanche f5 · Pion noir sur case blanche h5 · Tour blanche sur case noire f4 | Roi noir sur case noire f8 · Dame noire sur case noire h8 · Pion noir sur case noire g7 · Pion blanc sur case blanche g6 · Fou noir sur case noire h6 · Roi blanc sur case blanche f5 · Pion noir sur case blanche h5 · Tour blanche sur case noire f4 | Roi noir sur case noire f8 · Dame noire sur case noire h8 · Pion noir sur case noire g7 · Pion blanc sur case blanche g6 · Fou noir sur case noire h6 · Roi blanc sur case blanche f5 · Pion noir sur case blanche h5 · Tour blanche sur case noire f4 | Roi noir sur case noire f8 · Dame noire sur case noire h8 · Pion noir sur case noire g7 · Pion blanc sur case blanche g6 · Fou noir sur case noire h6 · Roi blanc sur case blanche f5 · Pion noir sur case blanche h5 · Tour blanche sur case noire f4 | Roi noir sur case noire f8 · Dame noire sur case noire h8 · Pion noir sur case noire g7 · Pion blanc sur case blanche g6 · Fou noir sur case noire h6 · Roi blanc sur case blanche f5 · Pion noir sur case blanche h5 · Tour blanche sur case noire f4 | 5 |
| 4 | Roi noir sur case noire f8 · Dame noire sur case noire h8 · Pion noir sur case noire g7 · Pion blanc sur case blanche g6 · Fou noir sur case noire h6 · Roi blanc sur case blanche f5 · Pion noir sur case blanche h5 · Tour blanche sur case noire f4 | Roi noir sur case noire f8 · Dame noire sur case noire h8 · Pion noir sur case noire g7 · Pion blanc sur case blanche g6 · Fou noir sur case noire h6 · Roi blanc sur case blanche f5 · Pion noir sur case blanche h5 · Tour blanche sur case noire f4 | Roi noir sur case noire f8 · Dame noire sur case noire h8 · Pion noir sur case noire g7 · Pion blanc sur case blanche g6 · Fou noir sur case noire h6 · Roi blanc sur case blanche f5 · Pion noir sur case blanche h5 · Tour blanche sur case noire f4 | Roi noir sur case noire f8 · Dame noire sur case noire h8 · Pion noir sur case noire g7 · Pion blanc sur case blanche g6 · Fou noir sur case noire h6 · Roi blanc sur case blanche f5 · Pion noir sur case blanche h5 · Tour blanche sur case noire f4 | Roi noir sur case noire f8 · Dame noire sur case noire h8 · Pion noir sur case noire g7 · Pion blanc sur case blanche g6 · Fou noir sur case noire h6 · Roi blanc sur case blanche f5 · Pion noir sur case blanche h5 · Tour blanche sur case noire f4 | Roi noir sur case noire f8 · Dame noire sur case noire h8 · Pion noir sur case noire g7 · Pion blanc sur case blanche g6 · Fou noir sur case noire h6 · Roi blanc sur case blanche f5 · Pion noir sur case blanche h5 · Tour blanche sur case noire f4 | Roi noir sur case noire f8 · Dame noire sur case noire h8 · Pion noir sur case noire g7 · Pion blanc sur case blanche g6 · Fou noir sur case noire h6 · Roi blanc sur case blanche f5 · Pion noir sur case blanche h5 · Tour blanche sur case noire f4 | Roi noir sur case noire f8 · Dame noire sur case noire h8 · Pion noir sur case noire g7 · Pion blanc sur case blanche g6 · Fou noir sur case noire h6 · Roi blanc sur case blanche f5 · Pion noir sur case blanche h5 · Tour blanche sur case noire f4 | 4 |
| 3 | Roi noir sur case noire f8 · Dame noire sur case noire h8 · Pion noir sur case noire g7 · Pion blanc sur case blanche g6 · Fou noir sur case noire h6 · Roi blanc sur case blanche f5 · Pion noir sur case blanche h5 · Tour blanche sur case noire f4 | Roi noir sur case noire f8 · Dame noire sur case noire h8 · Pion noir sur case noire g7 · Pion blanc sur case blanche g6 · Fou noir sur case noire h6 · Roi blanc sur case blanche f5 · Pion noir sur case blanche h5 · Tour blanche sur case noire f4 | Roi noir sur case noire f8 · Dame noire sur case noire h8 · Pion noir sur case noire g7 · Pion blanc sur case blanche g6 · Fou noir sur case noire h6 · Roi blanc sur case blanche f5 · Pion noir sur case blanche h5 · Tour blanche sur case noire f4 | Roi noir sur case noire f8 · Dame noire sur case noire h8 · Pion noir sur case noire g7 · Pion blanc sur case blanche g6 · Fou noir sur case noire h6 · Roi blanc sur case blanche f5 · Pion noir sur case blanche h5 · Tour blanche sur case noire f4 | Roi noir sur case noire f8 · Dame noire sur case noire h8 · Pion noir sur case noire g7 · Pion blanc sur case blanche g6 · Fou noir sur case noire h6 · Roi blanc sur case blanche f5 · Pion noir sur case blanche h5 · Tour blanche sur case noire f4 | Roi noir sur case noire f8 · Dame noire sur case noire h8 · Pion noir sur case noire g7 · Pion blanc sur case blanche g6 · Fou noir sur case noire h6 · Roi blanc sur case blanche f5 · Pion noir sur case blanche h5 · Tour blanche sur case noire f4 | Roi noir sur case noire f8 · Dame noire sur case noire h8 · Pion noir sur case noire g7 · Pion blanc sur case blanche g6 · Fou noir sur case noire h6 · Roi blanc sur case blanche f5 · Pion noir sur case blanche h5 · Tour blanche sur case noire f4 | Roi noir sur case noire f8 · Dame noire sur case noire h8 · Pion noir sur case noire g7 · Pion blanc sur case blanche g6 · Fou noir sur case noire h6 · Roi blanc sur case blanche f5 · Pion noir sur case blanche h5 · Tour blanche sur case noire f4 | 3 |
| 2 | Roi noir sur case noire f8 · Dame noire sur case noire h8 · Pion noir sur case noire g7 · Pion blanc sur case blanche g6 · Fou noir sur case noire h6 · Roi blanc sur case blanche f5 · Pion noir sur case blanche h5 · Tour blanche sur case noire f4 | Roi noir sur case noire f8 · Dame noire sur case noire h8 · Pion noir sur case noire g7 · Pion blanc sur case blanche g6 · Fou noir sur case noire h6 · Roi blanc sur case blanche f5 · Pion noir sur case blanche h5 · Tour blanche sur case noire f4 | Roi noir sur case noire f8 · Dame noire sur case noire h8 · Pion noir sur case noire g7 · Pion blanc sur case blanche g6 · Fou noir sur case noire h6 · Roi blanc sur case blanche f5 · Pion noir sur case blanche h5 · Tour blanche sur case noire f4 | Roi noir sur case noire f8 · Dame noire sur case noire h8 · Pion noir sur case noire g7 · Pion blanc sur case blanche g6 · Fou noir sur case noire h6 · Roi blanc sur case blanche f5 · Pion noir sur case blanche h5 · Tour blanche sur case noire f4 | Roi noir sur case noire f8 · Dame noire sur case noire h8 · Pion noir sur case noire g7 · Pion blanc sur case blanche g6 · Fou noir sur case noire h6 · Roi blanc sur case blanche f5 · Pion noir sur case blanche h5 · Tour blanche sur case noire f4 | Roi noir sur case noire f8 · Dame noire sur case noire h8 · Pion noir sur case noire g7 · Pion blanc sur case blanche g6 · Fou noir sur case noire h6 · Roi blanc sur case blanche f5 · Pion noir sur case blanche h5 · Tour blanche sur case noire f4 | Roi noir sur case noire f8 · Dame noire sur case noire h8 · Pion noir sur case noire g7 · Pion blanc sur case blanche g6 · Fou noir sur case noire h6 · Roi blanc sur case blanche f5 · Pion noir sur case blanche h5 · Tour blanche sur case noire f4 | Roi noir sur case noire f8 · Dame noire sur case noire h8 · Pion noir sur case noire g7 · Pion blanc sur case blanche g6 · Fou noir sur case noire h6 · Roi blanc sur case blanche f5 · Pion noir sur case blanche h5 · Tour blanche sur case noire f4 | 2 |
| 1 | Roi noir sur case noire f8 · Dame noire sur case noire h8 · Pion noir sur case noire g7 · Pion blanc sur case blanche g6 · Fou noir sur case noire h6 · Roi blanc sur case blanche f5 · Pion noir sur case blanche h5 · Tour blanche sur case noire f4 | Roi noir sur case noire f8 · Dame noire sur case noire h8 · Pion noir sur case noire g7 · Pion blanc sur case blanche g6 · Fou noir sur case noire h6 · Roi blanc sur case blanche f5 · Pion noir sur case blanche h5 · Tour blanche sur case noire f4 | Roi noir sur case noire f8 · Dame noire sur case noire h8 · Pion noir sur case noire g7 · Pion blanc sur case blanche g6 · Fou noir sur case noire h6 · Roi blanc sur case blanche f5 · Pion noir sur case blanche h5 · Tour blanche sur case noire f4 | Roi noir sur case noire f8 · Dame noire sur case noire h8 · Pion noir sur case noire g7 · Pion blanc sur case blanche g6 · Fou noir sur case noire h6 · Roi blanc sur case blanche f5 · Pion noir sur case blanche h5 · Tour blanche sur case noire f4 | Roi noir sur case noire f8 · Dame noire sur case noire h8 · Pion noir sur case noire g7 · Pion blanc sur case blanche g6 · Fou noir sur case noire h6 · Roi blanc sur case blanche f5 · Pion noir sur case blanche h5 · Tour blanche sur case noire f4 | Roi noir sur case noire f8 · Dame noire sur case noire h8 · Pion noir sur case noire g7 · Pion blanc sur case blanche g6 · Fou noir sur case noire h6 · Roi blanc sur case blanche f5 · Pion noir sur case blanche h5 · Tour blanche sur case noire f4 | Roi noir sur case noire f8 · Dame noire sur case noire h8 · Pion noir sur case noire g7 · Pion blanc sur case blanche g6 · Fou noir sur case noire h6 · Roi blanc sur case blanche f5 · Pion noir sur case blanche h5 · Tour blanche sur case noire f4 | Roi noir sur case noire f8 · Dame noire sur case noire h8 · Pion noir sur case noire g7 · Pion blanc sur case blanche g6 · Fou noir sur case noire h6 · Roi blanc sur case blanche f5 · Pion noir sur case blanche h5 · Tour blanche sur case noire f4 | 1 |
|   | a | b | c | d | e | f | g | h |   |

Dans cette première étude, de L. I. Kubbel, les blancs sont très désavantagés au matériel, mais une combinaison de pat est toujours possible.
Solution :
- 1. Ta4! (menace 2.Ta8 qui récupère la dame) Re7
- 2. Ta7+! Rd6
- 3. Ta8! Dxa8 pat.

Il est difficile de voir venir ce pat en plein milieu de l'échiquier.
|   | a | b | c | d | e | f | g | h |   |
| 8 | Roi noir sur case noire d4 · Roi blanc sur case blanche g4 · Tour blanche sur case blanche f3 · Pion blanc sur case noire f2 · Pion noir sur case blanche g2 · Fou noir sur case noire h2 | Roi noir sur case noire d4 · Roi blanc sur case blanche g4 · Tour blanche sur case blanche f3 · Pion blanc sur case noire f2 · Pion noir sur case blanche g2 · Fou noir sur case noire h2 | Roi noir sur case noire d4 · Roi blanc sur case blanche g4 · Tour blanche sur case blanche f3 · Pion blanc sur case noire f2 · Pion noir sur case blanche g2 · Fou noir sur case noire h2 | Roi noir sur case noire d4 · Roi blanc sur case blanche g4 · Tour blanche sur case blanche f3 · Pion blanc sur case noire f2 · Pion noir sur case blanche g2 · Fou noir sur case noire h2 | Roi noir sur case noire d4 · Roi blanc sur case blanche g4 · Tour blanche sur case blanche f3 · Pion blanc sur case noire f2 · Pion noir sur case blanche g2 · Fou noir sur case noire h2 | Roi noir sur case noire d4 · Roi blanc sur case blanche g4 · Tour blanche sur case blanche f3 · Pion blanc sur case noire f2 · Pion noir sur case blanche g2 · Fou noir sur case noire h2 | Roi noir sur case noire d4 · Roi blanc sur case blanche g4 · Tour blanche sur case blanche f3 · Pion blanc sur case noire f2 · Pion noir sur case blanche g2 · Fou noir sur case noire h2 | Roi noir sur case noire d4 · Roi blanc sur case blanche g4 · Tour blanche sur case blanche f3 · Pion blanc sur case noire f2 · Pion noir sur case blanche g2 · Fou noir sur case noire h2 | 8 |
| 7 | Roi noir sur case noire d4 · Roi blanc sur case blanche g4 · Tour blanche sur case blanche f3 · Pion blanc sur case noire f2 · Pion noir sur case blanche g2 · Fou noir sur case noire h2 | Roi noir sur case noire d4 · Roi blanc sur case blanche g4 · Tour blanche sur case blanche f3 · Pion blanc sur case noire f2 · Pion noir sur case blanche g2 · Fou noir sur case noire h2 | Roi noir sur case noire d4 · Roi blanc sur case blanche g4 · Tour blanche sur case blanche f3 · Pion blanc sur case noire f2 · Pion noir sur case blanche g2 · Fou noir sur case noire h2 | Roi noir sur case noire d4 · Roi blanc sur case blanche g4 · Tour blanche sur case blanche f3 · Pion blanc sur case noire f2 · Pion noir sur case blanche g2 · Fou noir sur case noire h2 | Roi noir sur case noire d4 · Roi blanc sur case blanche g4 · Tour blanche sur case blanche f3 · Pion blanc sur case noire f2 · Pion noir sur case blanche g2 · Fou noir sur case noire h2 | Roi noir sur case noire d4 · Roi blanc sur case blanche g4 · Tour blanche sur case blanche f3 · Pion blanc sur case noire f2 · Pion noir sur case blanche g2 · Fou noir sur case noire h2 | Roi noir sur case noire d4 · Roi blanc sur case blanche g4 · Tour blanche sur case blanche f3 · Pion blanc sur case noire f2 · Pion noir sur case blanche g2 · Fou noir sur case noire h2 | Roi noir sur case noire d4 · Roi blanc sur case blanche g4 · Tour blanche sur case blanche f3 · Pion blanc sur case noire f2 · Pion noir sur case blanche g2 · Fou noir sur case noire h2 | 7 |
| 6 | Roi noir sur case noire d4 · Roi blanc sur case blanche g4 · Tour blanche sur case blanche f3 · Pion blanc sur case noire f2 · Pion noir sur case blanche g2 · Fou noir sur case noire h2 | Roi noir sur case noire d4 · Roi blanc sur case blanche g4 · Tour blanche sur case blanche f3 · Pion blanc sur case noire f2 · Pion noir sur case blanche g2 · Fou noir sur case noire h2 | Roi noir sur case noire d4 · Roi blanc sur case blanche g4 · Tour blanche sur case blanche f3 · Pion blanc sur case noire f2 · Pion noir sur case blanche g2 · Fou noir sur case noire h2 | Roi noir sur case noire d4 · Roi blanc sur case blanche g4 · Tour blanche sur case blanche f3 · Pion blanc sur case noire f2 · Pion noir sur case blanche g2 · Fou noir sur case noire h2 | Roi noir sur case noire d4 · Roi blanc sur case blanche g4 · Tour blanche sur case blanche f3 · Pion blanc sur case noire f2 · Pion noir sur case blanche g2 · Fou noir sur case noire h2 | Roi noir sur case noire d4 · Roi blanc sur case blanche g4 · Tour blanche sur case blanche f3 · Pion blanc sur case noire f2 · Pion noir sur case blanche g2 · Fou noir sur case noire h2 | Roi noir sur case noire d4 · Roi blanc sur case blanche g4 · Tour blanche sur case blanche f3 · Pion blanc sur case noire f2 · Pion noir sur case blanche g2 · Fou noir sur case noire h2 | Roi noir sur case noire d4 · Roi blanc sur case blanche g4 · Tour blanche sur case blanche f3 · Pion blanc sur case noire f2 · Pion noir sur case blanche g2 · Fou noir sur case noire h2 | 6 |
| 5 | Roi noir sur case noire d4 · Roi blanc sur case blanche g4 · Tour blanche sur case blanche f3 · Pion blanc sur case noire f2 · Pion noir sur case blanche g2 · Fou noir sur case noire h2 | Roi noir sur case noire d4 · Roi blanc sur case blanche g4 · Tour blanche sur case blanche f3 · Pion blanc sur case noire f2 · Pion noir sur case blanche g2 · Fou noir sur case noire h2 | Roi noir sur case noire d4 · Roi blanc sur case blanche g4 · Tour blanche sur case blanche f3 · Pion blanc sur case noire f2 · Pion noir sur case blanche g2 · Fou noir sur case noire h2 | Roi noir sur case noire d4 · Roi blanc sur case blanche g4 · Tour blanche sur case blanche f3 · Pion blanc sur case noire f2 · Pion noir sur case blanche g2 · Fou noir sur case noire h2 | Roi noir sur case noire d4 · Roi blanc sur case blanche g4 · Tour blanche sur case blanche f3 · Pion blanc sur case noire f2 · Pion noir sur case blanche g2 · Fou noir sur case noire h2 | Roi noir sur case noire d4 · Roi blanc sur case blanche g4 · Tour blanche sur case blanche f3 · Pion blanc sur case noire f2 · Pion noir sur case blanche g2 · Fou noir sur case noire h2 | Roi noir sur case noire d4 · Roi blanc sur case blanche g4 · Tour blanche sur case blanche f3 · Pion blanc sur case noire f2 · Pion noir sur case blanche g2 · Fou noir sur case noire h2 | Roi noir sur case noire d4 · Roi blanc sur case blanche g4 · Tour blanche sur case blanche f3 · Pion blanc sur case noire f2 · Pion noir sur case blanche g2 · Fou noir sur case noire h2 | 5 |
| 4 | Roi noir sur case noire d4 · Roi blanc sur case blanche g4 · Tour blanche sur case blanche f3 · Pion blanc sur case noire f2 · Pion noir sur case blanche g2 · Fou noir sur case noire h2 | Roi noir sur case noire d4 · Roi blanc sur case blanche g4 · Tour blanche sur case blanche f3 · Pion blanc sur case noire f2 · Pion noir sur case blanche g2 · Fou noir sur case noire h2 | Roi noir sur case noire d4 · Roi blanc sur case blanche g4 · Tour blanche sur case blanche f3 · Pion blanc sur case noire f2 · Pion noir sur case blanche g2 · Fou noir sur case noire h2 | Roi noir sur case noire d4 · Roi blanc sur case blanche g4 · Tour blanche sur case blanche f3 · Pion blanc sur case noire f2 · Pion noir sur case blanche g2 · Fou noir sur case noire h2 | Roi noir sur case noire d4 · Roi blanc sur case blanche g4 · Tour blanche sur case blanche f3 · Pion blanc sur case noire f2 · Pion noir sur case blanche g2 · Fou noir sur case noire h2 | Roi noir sur case noire d4 · Roi blanc sur case blanche g4 · Tour blanche sur case blanche f3 · Pion blanc sur case noire f2 · Pion noir sur case blanche g2 · Fou noir sur case noire h2 | Roi noir sur case noire d4 · Roi blanc sur case blanche g4 · Tour blanche sur case blanche f3 · Pion blanc sur case noire f2 · Pion noir sur case blanche g2 · Fou noir sur case noire h2 | Roi noir sur case noire d4 · Roi blanc sur case blanche g4 · Tour blanche sur case blanche f3 · Pion blanc sur case noire f2 · Pion noir sur case blanche g2 · Fou noir sur case noire h2 | 4 |
| 3 | Roi noir sur case noire d4 · Roi blanc sur case blanche g4 · Tour blanche sur case blanche f3 · Pion blanc sur case noire f2 · Pion noir sur case blanche g2 · Fou noir sur case noire h2 | Roi noir sur case noire d4 · Roi blanc sur case blanche g4 · Tour blanche sur case blanche f3 · Pion blanc sur case noire f2 · Pion noir sur case blanche g2 · Fou noir sur case noire h2 | Roi noir sur case noire d4 · Roi blanc sur case blanche g4 · Tour blanche sur case blanche f3 · Pion blanc sur case noire f2 · Pion noir sur case blanche g2 · Fou noir sur case noire h2 | Roi noir sur case noire d4 · Roi blanc sur case blanche g4 · Tour blanche sur case blanche f3 · Pion blanc sur case noire f2 · Pion noir sur case blanche g2 · Fou noir sur case noire h2 | Roi noir sur case noire d4 · Roi blanc sur case blanche g4 · Tour blanche sur case blanche f3 · Pion blanc sur case noire f2 · Pion noir sur case blanche g2 · Fou noir sur case noire h2 | Roi noir sur case noire d4 · Roi blanc sur case blanche g4 · Tour blanche sur case blanche f3 · Pion blanc sur case noire f2 · Pion noir sur case blanche g2 · Fou noir sur case noire h2 | Roi noir sur case noire d4 · Roi blanc sur case blanche g4 · Tour blanche sur case blanche f3 · Pion blanc sur case noire f2 · Pion noir sur case blanche g2 · Fou noir sur case noire h2 | Roi noir sur case noire d4 · Roi blanc sur case blanche g4 · Tour blanche sur case blanche f3 · Pion blanc sur case noire f2 · Pion noir sur case blanche g2 · Fou noir sur case noire h2 | 3 |
| 2 | Roi noir sur case noire d4 · Roi blanc sur case blanche g4 · Tour blanche sur case blanche f3 · Pion blanc sur case noire f2 · Pion noir sur case blanche g2 · Fou noir sur case noire h2 | Roi noir sur case noire d4 · Roi blanc sur case blanche g4 · Tour blanche sur case blanche f3 · Pion blanc sur case noire f2 · Pion noir sur case blanche g2 · Fou noir sur case noire h2 | Roi noir sur case noire d4 · Roi blanc sur case blanche g4 · Tour blanche sur case blanche f3 · Pion blanc sur case noire f2 · Pion noir sur case blanche g2 · Fou noir sur case noire h2 | Roi noir sur case noire d4 · Roi blanc sur case blanche g4 · Tour blanche sur case blanche f3 · Pion blanc sur case noire f2 · Pion noir sur case blanche g2 · Fou noir sur case noire h2 | Roi noir sur case noire d4 · Roi blanc sur case blanche g4 · Tour blanche sur case blanche f3 · Pion blanc sur case noire f2 · Pion noir sur case blanche g2 · Fou noir sur case noire h2 | Roi noir sur case noire d4 · Roi blanc sur case blanche g4 · Tour blanche sur case blanche f3 · Pion blanc sur case noire f2 · Pion noir sur case blanche g2 · Fou noir sur case noire h2 | Roi noir sur case noire d4 · Roi blanc sur case blanche g4 · Tour blanche sur case blanche f3 · Pion blanc sur case noire f2 · Pion noir sur case blanche g2 · Fou noir sur case noire h2 | Roi noir sur case noire d4 · Roi blanc sur case blanche g4 · Tour blanche sur case blanche f3 · Pion blanc sur case noire f2 · Pion noir sur case blanche g2 · Fou noir sur case noire h2 | 2 |
| 1 | Roi noir sur case noire d4 · Roi blanc sur case blanche g4 · Tour blanche sur case blanche f3 · Pion blanc sur case noire f2 · Pion noir sur case blanche g2 · Fou noir sur case noire h2 | Roi noir sur case noire d4 · Roi blanc sur case blanche g4 · Tour blanche sur case blanche f3 · Pion blanc sur case noire f2 · Pion noir sur case blanche g2 · Fou noir sur case noire h2 | Roi noir sur case noire d4 · Roi blanc sur case blanche g4 · Tour blanche sur case blanche f3 · Pion blanc sur case noire f2 · Pion noir sur case blanche g2 · Fou noir sur case noire h2 | Roi noir sur case noire d4 · Roi blanc sur case blanche g4 · Tour blanche sur case blanche f3 · Pion blanc sur case noire f2 · Pion noir sur case blanche g2 · Fou noir sur case noire h2 | Roi noir sur case noire d4 · Roi blanc sur case blanche g4 · Tour blanche sur case blanche f3 · Pion blanc sur case noire f2 · Pion noir sur case blanche g2 · Fou noir sur case noire h2 | Roi noir sur case noire d4 · Roi blanc sur case blanche g4 · Tour blanche sur case blanche f3 · Pion blanc sur case noire f2 · Pion noir sur case blanche g2 · Fou noir sur case noire h2 | Roi noir sur case noire d4 · Roi blanc sur case blanche g4 · Tour blanche sur case blanche f3 · Pion blanc sur case noire f2 · Pion noir sur case blanche g2 · Fou noir sur case noire h2 | Roi noir sur case noire d4 · Roi blanc sur case blanche g4 · Tour blanche sur case blanche f3 · Pion blanc sur case noire f2 · Pion noir sur case blanche g2 · Fou noir sur case noire h2 | 1 |
|   | a | b | c | d | e | f | g | h |   |

Dans cette deuxième étude, de A. A. Troitzky, les blancs ne peuvent empêcher la promotion du pion noir, qui conduit à un déséquilibre matériel fatal. Toutefois, ils peuvent forcer un pat.
Solution :
- 1. Td3+! Rxd3 (sinon 2.Td1 contrôle la case de promotion du pion)
- 2. Rf3! (menace de capturer le pion) g1=D pat

Si les noirs choisissent de promouvoir leur pion en tour avec 2...g1=T c'est également pat. S’ils choisissent la promotion en cavalier avec 2...g1=C alors 3.Rg2 regagne une pièce et obtient la nulle. Enfin, s’ils choisissent de faire un deuxième fou avec 2...g1=F, la position est nulle car les deux fous sont de même couleur de case et il n'y a pas de mat possible avec ce matériel.
|   | a | b | c | d | e | f | g | h |   |
| 8 | Roi noir sur case noire d6 · Tour noire sur case noire a5 · Pion noir sur case blanche d5 · Pion noir sur case blanche f5 · Tour blanche sur case blanche d3 · Roi blanc sur case noire e3 | Roi noir sur case noire d6 · Tour noire sur case noire a5 · Pion noir sur case blanche d5 · Pion noir sur case blanche f5 · Tour blanche sur case blanche d3 · Roi blanc sur case noire e3 | Roi noir sur case noire d6 · Tour noire sur case noire a5 · Pion noir sur case blanche d5 · Pion noir sur case blanche f5 · Tour blanche sur case blanche d3 · Roi blanc sur case noire e3 | Roi noir sur case noire d6 · Tour noire sur case noire a5 · Pion noir sur case blanche d5 · Pion noir sur case blanche f5 · Tour blanche sur case blanche d3 · Roi blanc sur case noire e3 | Roi noir sur case noire d6 · Tour noire sur case noire a5 · Pion noir sur case blanche d5 · Pion noir sur case blanche f5 · Tour blanche sur case blanche d3 · Roi blanc sur case noire e3 | Roi noir sur case noire d6 · Tour noire sur case noire a5 · Pion noir sur case blanche d5 · Pion noir sur case blanche f5 · Tour blanche sur case blanche d3 · Roi blanc sur case noire e3 | Roi noir sur case noire d6 · Tour noire sur case noire a5 · Pion noir sur case blanche d5 · Pion noir sur case blanche f5 · Tour blanche sur case blanche d3 · Roi blanc sur case noire e3 | Roi noir sur case noire d6 · Tour noire sur case noire a5 · Pion noir sur case blanche d5 · Pion noir sur case blanche f5 · Tour blanche sur case blanche d3 · Roi blanc sur case noire e3 | 8 |
| 7 | Roi noir sur case noire d6 · Tour noire sur case noire a5 · Pion noir sur case blanche d5 · Pion noir sur case blanche f5 · Tour blanche sur case blanche d3 · Roi blanc sur case noire e3 | Roi noir sur case noire d6 · Tour noire sur case noire a5 · Pion noir sur case blanche d5 · Pion noir sur case blanche f5 · Tour blanche sur case blanche d3 · Roi blanc sur case noire e3 | Roi noir sur case noire d6 · Tour noire sur case noire a5 · Pion noir sur case blanche d5 · Pion noir sur case blanche f5 · Tour blanche sur case blanche d3 · Roi blanc sur case noire e3 | Roi noir sur case noire d6 · Tour noire sur case noire a5 · Pion noir sur case blanche d5 · Pion noir sur case blanche f5 · Tour blanche sur case blanche d3 · Roi blanc sur case noire e3 | Roi noir sur case noire d6 · Tour noire sur case noire a5 · Pion noir sur case blanche d5 · Pion noir sur case blanche f5 · Tour blanche sur case blanche d3 · Roi blanc sur case noire e3 | Roi noir sur case noire d6 · Tour noire sur case noire a5 · Pion noir sur case blanche d5 · Pion noir sur case blanche f5 · Tour blanche sur case blanche d3 · Roi blanc sur case noire e3 | Roi noir sur case noire d6 · Tour noire sur case noire a5 · Pion noir sur case blanche d5 · Pion noir sur case blanche f5 · Tour blanche sur case blanche d3 · Roi blanc sur case noire e3 | Roi noir sur case noire d6 · Tour noire sur case noire a5 · Pion noir sur case blanche d5 · Pion noir sur case blanche f5 · Tour blanche sur case blanche d3 · Roi blanc sur case noire e3 | 7 |
| 6 | Roi noir sur case noire d6 · Tour noire sur case noire a5 · Pion noir sur case blanche d5 · Pion noir sur case blanche f5 · Tour blanche sur case blanche d3 · Roi blanc sur case noire e3 | Roi noir sur case noire d6 · Tour noire sur case noire a5 · Pion noir sur case blanche d5 · Pion noir sur case blanche f5 · Tour blanche sur case blanche d3 · Roi blanc sur case noire e3 | Roi noir sur case noire d6 · Tour noire sur case noire a5 · Pion noir sur case blanche d5 · Pion noir sur case blanche f5 · Tour blanche sur case blanche d3 · Roi blanc sur case noire e3 | Roi noir sur case noire d6 · Tour noire sur case noire a5 · Pion noir sur case blanche d5 · Pion noir sur case blanche f5 · Tour blanche sur case blanche d3 · Roi blanc sur case noire e3 | Roi noir sur case noire d6 · Tour noire sur case noire a5 · Pion noir sur case blanche d5 · Pion noir sur case blanche f5 · Tour blanche sur case blanche d3 · Roi blanc sur case noire e3 | Roi noir sur case noire d6 · Tour noire sur case noire a5 · Pion noir sur case blanche d5 · Pion noir sur case blanche f5 · Tour blanche sur case blanche d3 · Roi blanc sur case noire e3 | Roi noir sur case noire d6 · Tour noire sur case noire a5 · Pion noir sur case blanche d5 · Pion noir sur case blanche f5 · Tour blanche sur case blanche d3 · Roi blanc sur case noire e3 | Roi noir sur case noire d6 · Tour noire sur case noire a5 · Pion noir sur case blanche d5 · Pion noir sur case blanche f5 · Tour blanche sur case blanche d3 · Roi blanc sur case noire e3 | 6 |
| 5 | Roi noir sur case noire d6 · Tour noire sur case noire a5 · Pion noir sur case blanche d5 · Pion noir sur case blanche f5 · Tour blanche sur case blanche d3 · Roi blanc sur case noire e3 | Roi noir sur case noire d6 · Tour noire sur case noire a5 · Pion noir sur case blanche d5 · Pion noir sur case blanche f5 · Tour blanche sur case blanche d3 · Roi blanc sur case noire e3 | Roi noir sur case noire d6 · Tour noire sur case noire a5 · Pion noir sur case blanche d5 · Pion noir sur case blanche f5 · Tour blanche sur case blanche d3 · Roi blanc sur case noire e3 | Roi noir sur case noire d6 · Tour noire sur case noire a5 · Pion noir sur case blanche d5 · Pion noir sur case blanche f5 · Tour blanche sur case blanche d3 · Roi blanc sur case noire e3 | Roi noir sur case noire d6 · Tour noire sur case noire a5 · Pion noir sur case blanche d5 · Pion noir sur case blanche f5 · Tour blanche sur case blanche d3 · Roi blanc sur case noire e3 | Roi noir sur case noire d6 · Tour noire sur case noire a5 · Pion noir sur case blanche d5 · Pion noir sur case blanche f5 · Tour blanche sur case blanche d3 · Roi blanc sur case noire e3 | Roi noir sur case noire d6 · Tour noire sur case noire a5 · Pion noir sur case blanche d5 · Pion noir sur case blanche f5 · Tour blanche sur case blanche d3 · Roi blanc sur case noire e3 | Roi noir sur case noire d6 · Tour noire sur case noire a5 · Pion noir sur case blanche d5 · Pion noir sur case blanche f5 · Tour blanche sur case blanche d3 · Roi blanc sur case noire e3 | 5 |
| 4 | Roi noir sur case noire d6 · Tour noire sur case noire a5 · Pion noir sur case blanche d5 · Pion noir sur case blanche f5 · Tour blanche sur case blanche d3 · Roi blanc sur case noire e3 | Roi noir sur case noire d6 · Tour noire sur case noire a5 · Pion noir sur case blanche d5 · Pion noir sur case blanche f5 · Tour blanche sur case blanche d3 · Roi blanc sur case noire e3 | Roi noir sur case noire d6 · Tour noire sur case noire a5 · Pion noir sur case blanche d5 · Pion noir sur case blanche f5 · Tour blanche sur case blanche d3 · Roi blanc sur case noire e3 | Roi noir sur case noire d6 · Tour noire sur case noire a5 · Pion noir sur case blanche d5 · Pion noir sur case blanche f5 · Tour blanche sur case blanche d3 · Roi blanc sur case noire e3 | Roi noir sur case noire d6 · Tour noire sur case noire a5 · Pion noir sur case blanche d5 · Pion noir sur case blanche f5 · Tour blanche sur case blanche d3 · Roi blanc sur case noire e3 | Roi noir sur case noire d6 · Tour noire sur case noire a5 · Pion noir sur case blanche d5 · Pion noir sur case blanche f5 · Tour blanche sur case blanche d3 · Roi blanc sur case noire e3 | Roi noir sur case noire d6 · Tour noire sur case noire a5 · Pion noir sur case blanche d5 · Pion noir sur case blanche f5 · Tour blanche sur case blanche d3 · Roi blanc sur case noire e3 | Roi noir sur case noire d6 · Tour noire sur case noire a5 · Pion noir sur case blanche d5 · Pion noir sur case blanche f5 · Tour blanche sur case blanche d3 · Roi blanc sur case noire e3 | 4 |
| 3 | Roi noir sur case noire d6 · Tour noire sur case noire a5 · Pion noir sur case blanche d5 · Pion noir sur case blanche f5 · Tour blanche sur case blanche d3 · Roi blanc sur case noire e3 | Roi noir sur case noire d6 · Tour noire sur case noire a5 · Pion noir sur case blanche d5 · Pion noir sur case blanche f5 · Tour blanche sur case blanche d3 · Roi blanc sur case noire e3 | Roi noir sur case noire d6 · Tour noire sur case noire a5 · Pion noir sur case blanche d5 · Pion noir sur case blanche f5 · Tour blanche sur case blanche d3 · Roi blanc sur case noire e3 | Roi noir sur case noire d6 · Tour noire sur case noire a5 · Pion noir sur case blanche d5 · Pion noir sur case blanche f5 · Tour blanche sur case blanche d3 · Roi blanc sur case noire e3 | Roi noir sur case noire d6 · Tour noire sur case noire a5 · Pion noir sur case blanche d5 · Pion noir sur case blanche f5 · Tour blanche sur case blanche d3 · Roi blanc sur case noire e3 | Roi noir sur case noire d6 · Tour noire sur case noire a5 · Pion noir sur case blanche d5 · Pion noir sur case blanche f5 · Tour blanche sur case blanche d3 · Roi blanc sur case noire e3 | Roi noir sur case noire d6 · Tour noire sur case noire a5 · Pion noir sur case blanche d5 · Pion noir sur case blanche f5 · Tour blanche sur case blanche d3 · Roi blanc sur case noire e3 | Roi noir sur case noire d6 · Tour noire sur case noire a5 · Pion noir sur case blanche d5 · Pion noir sur case blanche f5 · Tour blanche sur case blanche d3 · Roi blanc sur case noire e3 | 3 |
| 2 | Roi noir sur case noire d6 · Tour noire sur case noire a5 · Pion noir sur case blanche d5 · Pion noir sur case blanche f5 · Tour blanche sur case blanche d3 · Roi blanc sur case noire e3 | Roi noir sur case noire d6 · Tour noire sur case noire a5 · Pion noir sur case blanche d5 · Pion noir sur case blanche f5 · Tour blanche sur case blanche d3 · Roi blanc sur case noire e3 | Roi noir sur case noire d6 · Tour noire sur case noire a5 · Pion noir sur case blanche d5 · Pion noir sur case blanche f5 · Tour blanche sur case blanche d3 · Roi blanc sur case noire e3 | Roi noir sur case noire d6 · Tour noire sur case noire a5 · Pion noir sur case blanche d5 · Pion noir sur case blanche f5 · Tour blanche sur case blanche d3 · Roi blanc sur case noire e3 | Roi noir sur case noire d6 · Tour noire sur case noire a5 · Pion noir sur case blanche d5 · Pion noir sur case blanche f5 · Tour blanche sur case blanche d3 · Roi blanc sur case noire e3 | Roi noir sur case noire d6 · Tour noire sur case noire a5 · Pion noir sur case blanche d5 · Pion noir sur case blanche f5 · Tour blanche sur case blanche d3 · Roi blanc sur case noire e3 | Roi noir sur case noire d6 · Tour noire sur case noire a5 · Pion noir sur case blanche d5 · Pion noir sur case blanche f5 · Tour blanche sur case blanche d3 · Roi blanc sur case noire e3 | Roi noir sur case noire d6 · Tour noire sur case noire a5 · Pion noir sur case blanche d5 · Pion noir sur case blanche f5 · Tour blanche sur case blanche d3 · Roi blanc sur case noire e3 | 2 |
| 1 | Roi noir sur case noire d6 · Tour noire sur case noire a5 · Pion noir sur case blanche d5 · Pion noir sur case blanche f5 · Tour blanche sur case blanche d3 · Roi blanc sur case noire e3 | Roi noir sur case noire d6 · Tour noire sur case noire a5 · Pion noir sur case blanche d5 · Pion noir sur case blanche f5 · Tour blanche sur case blanche d3 · Roi blanc sur case noire e3 | Roi noir sur case noire d6 · Tour noire sur case noire a5 · Pion noir sur case blanche d5 · Pion noir sur case blanche f5 · Tour blanche sur case blanche d3 · Roi blanc sur case noire e3 | Roi noir sur case noire d6 · Tour noire sur case noire a5 · Pion noir sur case blanche d5 · Pion noir sur case blanche f5 · Tour blanche sur case blanche d3 · Roi blanc sur case noire e3 | Roi noir sur case noire d6 · Tour noire sur case noire a5 · Pion noir sur case blanche d5 · Pion noir sur case blanche f5 · Tour blanche sur case blanche d3 · Roi blanc sur case noire e3 | Roi noir sur case noire d6 · Tour noire sur case noire a5 · Pion noir sur case blanche d5 · Pion noir sur case blanche f5 · Tour blanche sur case blanche d3 · Roi blanc sur case noire e3 | Roi noir sur case noire d6 · Tour noire sur case noire a5 · Pion noir sur case blanche d5 · Pion noir sur case blanche f5 · Tour blanche sur case blanche d3 · Roi blanc sur case noire e3 | Roi noir sur case noire d6 · Tour noire sur case noire a5 · Pion noir sur case blanche d5 · Pion noir sur case blanche f5 · Tour blanche sur case blanche d3 · Roi blanc sur case noire e3 | 1 |
|   | a | b | c | d | e | f | g | h |   |

Cette troisième étude, de E. Del Rio, est particulièrement intéressante. La position est naturelle, elle pourrait facilement survenir dans une partie réelle. Le matériel est équilibré aussi les blancs ne semblent-ils pas acculés à rechercher le coup de force. La finale est tout de même difficile pour les blancs qui accusent deux pions de retard, mais ils s'en sortent sans effort.
Solution :
- 1. Rf4 Re6 (la perte d'un pion rendrait la finale nulle)
- 2. Te3+ Rf6 (voir note, en fait ici Rd6 est gagnant, l'étude était donc fausse)
- 3. Ta3! Txa3 pat.